# Metasia ochrochoa
Metasia ochrochoa là một loài bướm đêm trong họ Crambidae.